# Navi nel porto di sera
Navi nel porto di sera (in tedesco Schiffe im Hafen am Abend) è un dipinto del pittore Caspar David Friedrich del 1828. È esposto nella Galerie Neue Meister di Dresda.

## Descrizione
Il dipinto mostra un porto e le navi che si avvicinano ad esso. Probabilmente si tratta di barche da pesca: lo si deduce dalle nasse che si trovano dietro di loro. Nuvole scure aleggiano sopra l'acqua altrettanto cupa, che riflette appena gli ultimi raggi del sole della sera. Solo sulle navi in arrivo si possono vedere alcune persone. Il dipinto è diviso in due sezioni in modo abbastanza preciso, la parte inferiore è presa dalla terra e dal mare fino al confine dell'orizzonte, quella superiore contiene l'intero cielo con sole e nuvole.
A intervalli regolari, le navi si avvicinano al porto dall'orizzonte, che a un certo punto diventano infinitamente piccole a causa della prospettiva. Le navi vicine l'una all'altra nel porto formano un'unità e hanno sopra di sé il cielo scuro molte volte più grande.